# Джей Гаккінен
Джей Гаккінен (англ. Jay Hakkinen, 19 липня 1977, Касілоф, США) — американський біатлоніст, учасник олімпійських ігор 1998, 2002, 2006 та 2010 років. Чемпіон світу у спринті серед юніорів 1997 року.

## Виступи на Олімпійських іграх
| Рік  | Місце проведення | ІН | СП | ПЕ | МС | ЕС |
| ---- | ---------------- | -- | -- | -- | -- | -- |
| 1998 | Нагано           | 42 | 60 | —  | —  | 17 |
| 2002 | Солт-Лейк-Сіті   | 26 | 26 | 13 | —  | 15 |
| 2006 | Турин            | 10 | 78 | —  | 13 | 9  |
| 2010 | Ванкувер         | 76 | 54 | 57 | —  | 13 |

## Виступи на Чемпіонатах світу
| Рік  | Місце проведення           | ІН  | СП | ПЕ  | МС | ЕС  |
| ---- | -------------------------- | --- | -- | --- | -- | --- |
| 1997 | Осорбліє                   | 37  | —  | —   | —  | 20  |
| 1998 | Поклюка                    | —   | —  | 39  | —  | —   |
| 1999 | Контіолахті/Осло           | 48  | 16 | 24  | 18 | 18  |
| 2000 | Осло/Лахті                 | 31  | 32 | 30  | —  | 16  |
| 2001 | Поклюка                    | 39  | 31 | 41  | —  | —   |
| 2003 | Ханти-Мансійськ            | —   | 47 | 51  | —  | 17  |
| 2004 | Обергоф                    | 70  | 47 | LAP | —  | 18  |
| 2005 | Гохфільцен/Ханти-Мансійськ | 69  | 18 | 23  | —  | DNS |
| 2006 | Поклюка                    | —   | —  | —   | —  | 18  |
| 2007 | Антерсельва                | 31  | 38 | 18  | 9  | 9   |
| 2008 | Естерсунд                  | —   | 89 | —   | —  | 15  |
| 2009 | Пхьончхан                  | DNF | —  | —   | —  | —   |
| 2011 | Ханти-Мансійськ            | 80  | 42 | 35  | —  | 6   |

## Загальний залік Кубку світу
- 1997—1998 — 74-е місце
- 1998—1999 — 39-е місце
- 1999—2000 — 36-е місце
- 2000—2001 — 61-е місце
- 2001—2002 — 57-е місце
- 2003—2004 — 53-е місце
- 2004—2005 — 33-е місце
- 2005—2006 — 37-е місце
- 2006—2007 — 41-е місце
- 2007—2008 — 47-е місце
- 2008—2009 — 45-е місце
- 2009—2010 — 97-е місце
- 2010—2011 — 75-е місце

## Виступи на Чемпіонатах світу серед юніорів
| Рік  | Місце проведення | ІН | СП | ПЕ | МС | ЕС |
| ---- | ---------------- | -- | -- | -- | -- | -- |
| 1997 | Форні-Авольтрі   | 9  | 1  | —  | —  | -  |

## Статистика стрільби
| Позиція | Сезон     | Сезон     | Сезон     | Сезон     | Сезон     | Сезон     | Сезон     |
| Позиція | 2004/2005 | 2005/2006 | 2006/2007 | 2007/2008 | 2008/2009 | 2009/2010 | 2010/2011 |
| ------- | --------- | --------- | --------- | --------- | --------- | --------- | --------- |
| Лежачи  | 76%       | 73%       | 76%       | 73%       | 71%       | 73%       | 86%       |
| Стоячи  | 71%       | 85%       | 77%       | 72%       | 80%       | 75%       | 80%       |
| Загалом | 74%       | 79%       | 77%       | 73%       | 75%       | 74%       | 83%       |